# Alban Berg
Alban Maria Johannes Berg (sinh ngày 9 tháng 2 năm 1885 tại Viên - mất ngày 24 tháng 12 năm 1935 tại Viên) là nhà soạn nhạc người Áo. Ông là thành viên của trường Đệ Nhị Trường Phái Viên cùng với Arnold Schoenberg và Anton Webern đồng thời cùng với Gustav Mahler phát hành các tác phẩm lãng mạn dựa trên kỹ thuật 12 âm ban đầu của Schoenberg.

## Tiểu sử[2]

### Xuất thân và thời thơ ấu
Alban Berg được sinh ra trong một gia đình có bốn người con. Cha của Alban là Conrad Berg là một thương gia, đến định cư tại Viên từ năm 1867, còn mẹ của Alban là một người Áo chính gốc. Cậu bé Alban được học piano với cô giáo dạy trẻ của gia đình.
Khi Alban lên 5 tuổi, người cha Conrad đã đột ngột qua đời vì bệnh tim và việc kinh doanh rơi vào tay người khác. Chính vì thế, hoàn cảnh gia đình của nhà Berg trở nên khó khăn. Phải nhờ sự hào phóng của người chú, cậu bé Alban mới tiếp tục việc học của mình.
Ngay từ nhỏ, Berg đã quan tâm đến âm nhạc và văn học.

### Thời thanh niên
Tuy có sự quan tâm đặc biệt dành cho âm nhạc và văn học từ nhỏ, Berg mới dám theo đuổi con đường sáng tác âm nhạc vào năm 18 tuổi.
Năm 1902, Berg có con với một người giúp việc trong nhà tên Marie Scheuchl. Chính người phụ nữ này đã tạo cảm hứng để nhà soạn nhạc lớn sáng tác bản concerto cho violin.
Vì quá quan tâm đến âm nhạc, Berg đã sao nhãng việc học tập ở lớp. Điều hiển nhiên là ông không có kết quả học tập tốt. Vả lại, trong khoảng thời gian này, ông thiếu thốn tình cảm. Tất cả những điều đó đã khiến Berg đưa ra quyết định tự tử nhưng không thành công.
Tháng 10 năm 1904, ông quyết định làm việc tại văn phòng chính phủ với ý định trở thành một công chức nhà nước. Tuy nhiên, tâm trí của ông lúc nào cũng hướng về âm nhạc. Trong phòng làm việc của ông, người ta không khỏi bắt gặp chân dung của những tác giả vĩ đại trước đó và đương thờiː Ludwig van Beethoven, Henrik Ibsen, Johannes Brahms, Gustav Mahler.
Cuối cùng, tình cảm sâu sắc dành cho âm nhạc và nghệ thuật cũng được đáp lại. Vào thời điểm đó, Arnold Schoenberg đang làm việc tại thành Viên với tư cách là một nhà soạn nhạc và giáo viên. Khi đọc được tờ quảng cáo tờ dạy học của nhà soạn nhạc này, chú của Berg đã đưa ra lời gợi ý cho cháuu của mình để được Schoenberg dạy. Không chỉ được nhận, Berg còn không phải trả học phí cho người đàn anh. Bởi lẽ, Schoenberg đã nhận thấy cá tính và trí thông minh khác thường ở Berg. Tuy nhiên, Berg đã nhận ra một nhược điểm ở người học tròː Berg hiện tại mới chỉ giỏi ở tư duy ca khúc, chưa có tư duy khí nhạc. Đây là một bất lợi nếu Berg muốn viết các tác phẩm dành cho nhạc cụ. Ngay cả phát triển một chủ đề đơn giản thôi cũng đã là việc khó, chứ đừng nói những điều cao xa hơn. Tuy nhiên, dưới sự hướng dẫn của Schoenberg, Berg nhanh chóng học được những kỹ thuật biểu diễn và đã có những tác phẩm gây chú ý.

### Lúc trưởng thành
Khi Chiến tranh thế giới thứ nhất nổ ra vào năm 1914, Berg phục vụ trong quân đội Áo. Vì lý do sức khỏe, ông chỉ được chức cảnh vệ ở Viên và sau đó là làm trong văn phòng của bộ chiến tranh. Mặc dù hết sức bận rộn với công việc văn phòng, Berg vẫn dành thời gian cho sáng tác.
Kết thúc chiến tranh, Berg rời quân đội và quản lý Hiệp hội biểu diễn âm nhạc tư nhân, một tổ chức được lập ra bởi chính người thầy của Berg, Schoenberg. Các buổi hòa nhạc do hiệp hội tổ chức thường ở quy mô nhỏ, chỉ bó hẹp trong giới phê bình. Các tác phẩm có trong kế hoạch biểu diễn được chuẩn bị rất cẩn thận. Một buổi biểu diễn của hiệp hội đã đưa tên tuổi của Berg lên cao. Thật bất ngờ đó là một vụ bê bối. Tác phẩm được biểu diễn hôm đó là Năm bài hát giao hưởng. Câu chuyện cụ thể là khi các tác phẩm của Schoenberg, Anton von Webern và Mahler được biểu diễn, các khán giả cảm thấy chán ngắt. Rồi khi tác phẩm của Berg được biểu diễn, khán giả đã tỏ ra phấn khích quá mức, dẫn đến một cuộc ẩu đả. Vụ ẩu đả nghiêm trọng đến mức cảnh sát phải ra tay can thiệp thì nó mới chấm dưt. Nguyên nhân của cuộc ẩu đả này là phần lời viết cho giọng soprano lại được hát bởi giọng tenor. Thêm vào đố, lỗi cũng ở Schoenberg khi ông không chỉ huy tốt phần biểu diễn tác phẩm. Chính vì sự cố này, Berg đã cảm thấy chán nản và thôi không viết một tác phẩm nào thuộc thể loại này nữa.
Tuy nhiên, sau đó, thành công luôn đến với Berg.
- Đầu tiên là thành công của Ba đoạn nhạc dành cho dàn nhạc giao hưởng và tứ tấu đàn dây vào năm 1923 trong buổi công diễn đầu tiên tại Salzburg.
- Tiếp theo, dù chỉ đang tồn tại dưới dạng ba bản phác thảo, Wozzeck đã gây ấn tượng mạnh ở Frankfurt vào năm 1924.
- Ngày 14 tháng 12 năm 1925, Wozzeck đã có buổi công diễn đầu tiên. Buổi công diễn đó đã đưa tên tuổi của Berg lên tầm các nhà soạn nhạc hàng đầu châu Âu.

Tháng 1 năm 1923, Berg đã cho xuất bản phần thanh nhạc của Wozzeck và chỉ vài tuần sau, ông bắt tay vào tác phẩm concerto thính phòng. Tháng 4 năm ấy, ông có hợp đồng với Universal Edition để xuất bản Ba đoạn nhạc dành cho dàn nhạc giao hưởng và Wozzeck. Nhân kỷ niệm 25 năm ngày thành lập của nhà xuất bản này, Berg sáng tác Schliesse mir die Augen beide. Về chuyện tình cảm, trong khoảng thời gian này, Berg đem lòng yêu Hanna Fuchs-Robettin. Chính người phụ nữ này đã giúp Berg có cảm hứng viết Tổ khúc trữ tình.
Ngày 26 tháng 10 năm 1928, Berg có cuộc gặp gỡ quan trọng với vợ của nhà văn Frank Wedekind để xin chuyển đổi bộ đôi kịch Lulu thành vở opera cùng tên của mình. Trong các năm 1924 đến năm 1933, Berg không phải lo lắng về tài chính, nhất là khi Lulu là một vở opera thành công. 

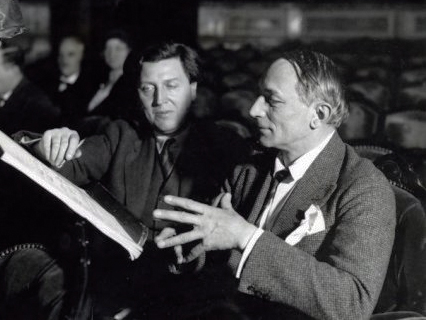
Berg và Maurice Corneil de Thoran, năm 1932

Năm 1933, chủ nghĩa phát xít nổi lên ở Đức khi Adolf Hitler trở thành lãnh tụ tối cao của quốc gia này. Điều này ảnh hưởng đến Berg bởi các tác phẩm của ông không được biểu diễn nhiều như trước, ông còn phải viết nhạc theo yêu cầu của chính quyền. Tiêu biểu đó chính là Der Wein và bản concerto cho violin.

### Qua đời
Tháng 8 năm 1935, ngay sau khi hoàn thành bản concerto cho violin, Berg bị nhiễm khuẩn. Bệnh đã chuyển sang trạng thái áp xe. Mặc dù vậy, ông cố hoàn thành tổ khúc mang tên Lulu, cùng tên với opera nổi tiếng của chính ông. Sau khi điều trị sức khỏe ở Kärnten và sau khi nghe buổi trình diễn đầu tiên của tổ khúc trên, Berg qua đời vào ngày 23 tháng 12 năm 1935, hưởng thọ 50 tuổi.

## Phong cách âm nhạc
Chỉ với hơn chục tác phẩm, Berg đã để lại dấu ấn bằng tài năng khác thường. Âm nhạc của ông phản ánh thế giới nội tâm phức tạp của con người thế kỷ 20. Con đường âm nhạc của ông biểu hiện cho ý chí, khát vọng hướng tới cái đẹp. Ông đã kết hợp ngôn ngữ âm nhạc mới với cấu trúc của âm nhạc kinh điển.

## Tưởng nhớ

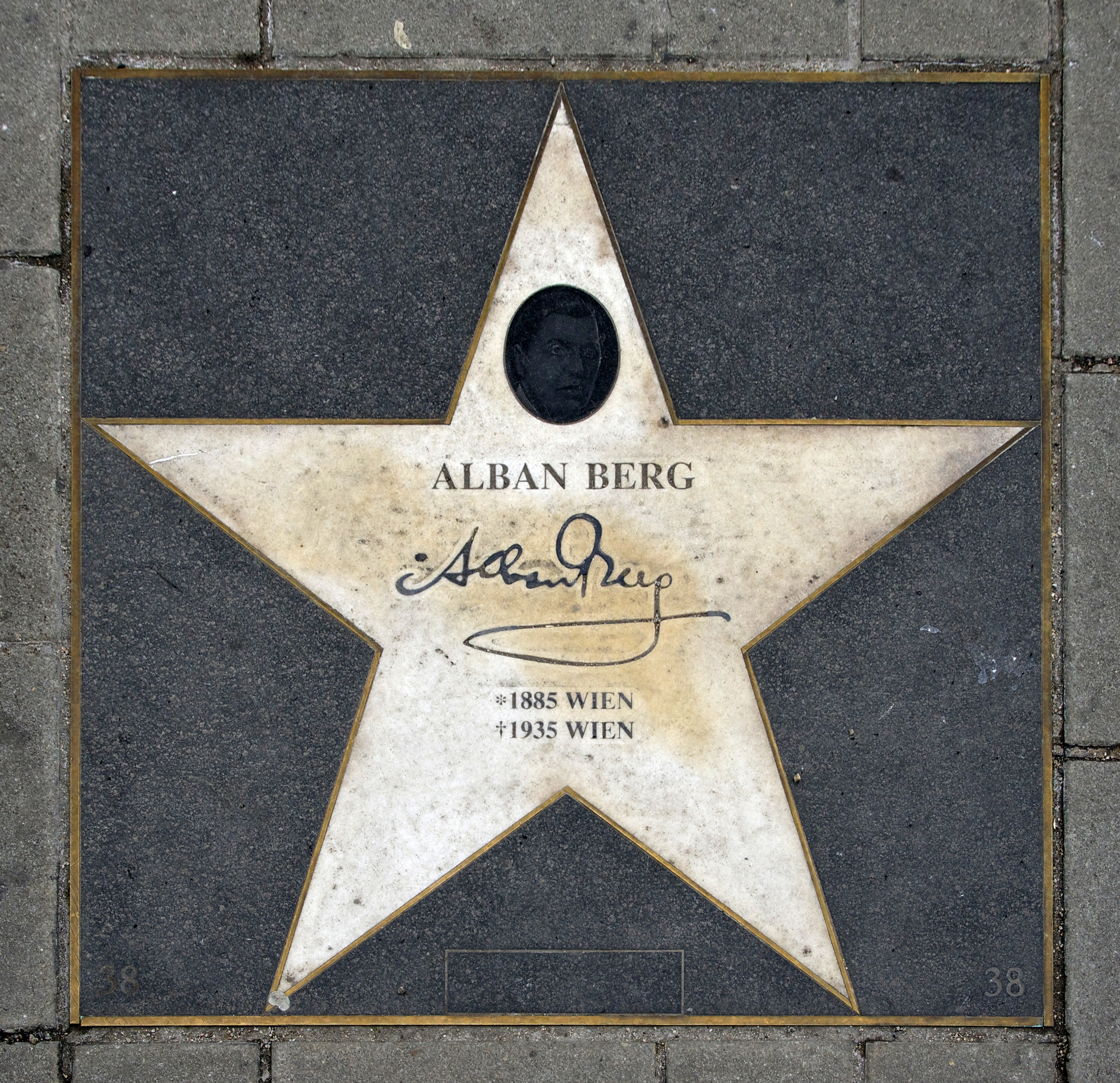
Ngôi sao tưởng nhớ Berg ở Viên